# Janusz Ostapiuk
Janusz Ostapiuk (ur. 5 listopada 1951, zm. 22 sierpnia 2022) – polski menedżer, samorządowiec i urzędnik państwowy, w latach 2014–2015 podsekretarz stanu w Ministerstwie Środowiska.

## Życiorys
Absolwent Wydziału Leśnego Akademii Rolniczej w Poznaniu. Ukończył również studia podyplomowe z zakresu ochrony środowiska w Szkole Głównej Gospodarstwa Wiejskiego w Warszawie oraz z prawa bankowego na Uniwersytecie Mikołaja Kopernika w Toruniu. Odbył kurs dla członków rad nadzorczych spółek Skarbu Państwa.
Od 1975 do 1988 pracownik Urzędu Wojewódzkiego we Włocławku, w tym przez 7 lat dyrektor Wydziału Ochrony Środowiska, Gospodarki Wodnej i Geologii. Od 1988 do 1991 kierownik Naczelnego Wojewódzkiego Zarządu Melioracji i Urządzeń Wodnych we Włocławku, później od 1991 do 1994 wojewódzki inspektor ochrony środowiska we Włocławku. W latach 1994–1998 pozostawał członkiem zarządu Narodowego Funduszu Ochrony Środowiska i Gospodarki Wodnej, był jego wiceprezesem w 1998. Od 1998 do 1999 był zastępcą dyrektora oddziału Banku Ochrony Środowiska we Włocławku. Następnie do 2003 pracował w przedsiębiorstwie Ekolog Holding jako dyrektor generalny i członek zarządu. W latach 2003–2006 pełnił funkcję wiceprezesa zarządu EkoFunduszu. Od 2006 do 2014 sprawował stanowisko dyrektora generalnego Europejskiej Platformy Recyklingu SA. W 2006 ubiegał się o mandat radnego gminy wiejskiej Włocławek z list lokalnego komitetu „Wspólna Sprawa”, zdobył go w wyborach 4 lata później z list komitetu „Ponad Podziałami”. Od 22 stycznia 2014 do 19 listopada 2015 był wiceministrem środowiska, odpowiedzialnym za gospodarkę odpadami i fundusze unijne.
1 sierpnia 2019 został zatrzymany przez Centralne Biuro Antykorupcyjne pod zarzutami powoływania się na wpływy w 2015 w Narodowym Funduszu Ochrony Środowiska i Gospodarki Wodnej i podjęcia się załatwienia sprawy w zamian za korzyść majątkową w związku z realizacją projektu 'Kompleksowa Ochrona Wód Podziemnych Aglomeracji Kieleckiej".

## Życie prywatne
Był wdowcem, zamieszkał w Nowej Wsi pod Włocławkiem.